# 南京地铁17号线
南京地铁17号线，为南京地铁规划中的一条线路，该线为一条跨江轨道交通线路。

## 建设历程
2020年，南京地铁17号线过江通道列入长江干线过江通道布局规划 （2020—2035 年）以及长江三角洲地区交通运输更高质量一体化发展规划。同年，据东方卫报报道，南京地铁17号线东起中华门站，西至五华路站，全长20公里，设站13座。